# Филон Тарсийский
Филон (I в. до н. э.) — известный в своё время древнегреческий врач, фармаколог времён эллинизма.

## Жизнеописание
Осталось мало сведений о жизни и деятельности Филона. Он родился в Тарсусе (Киликия). Вероятно, был странствующим врачом — работал в Антиохии, Александрии. О Филоне есть упоминание у Галена и Цельса. Он был известным фармакологом, в частности изобрел противоядие, которое получило даже его имя — «Филония». К тому же Филон был создателем капель для лечения глаз. Разработки Филона были известны не только во времена эллинизма и Римской империи, ими пользовался даже Авиценна.